# Riu de Caregue
El riu de Caregue és un riu d'alta muntanya de la vall d'Àssua, al Pallars Sobirà. Neix al vessant oriental del bony de les Picardes, a 2.315 metres d'altura. Discorre de nord a sud, alimentat per l'esquerra per diversos rierols i el barranc de Solans, procedents de la serra de Campmaior, i rep per la dreta els torrents de Sender i els barrancs de la Portella i de Riers. Desaigua a l'esquerra del riu de Berasti, a 910 metres d'altitud, a la mola de Cap-pelat, just sota el poble d'Escàs.